# Friulanos
Os friulanos (em friulano:  furlans) são um grupo etnolinguístico minoritário que vive principalmente na Itália, com uma significativa comunidade em diáspora.
Os friulanos habitam principalmente a região do Friul e falam a língua reto-românica friuliana, proximamente ligada ao ladino dolomítico, que é falado principalmente na província de Bolzano, e ao romanche, nativo do cantão dos Grisões na Suíça.

## Distribuição
Cerca de 600 mil friulanos vivem na região histórica do Friul e em partes da província de Veneza. Outros milhares vivem em comunidades em diáspora no Brasil, na Argentina, no Uruguai, na Venezuela, no Canadá, nos Estados Unidos, na Austrália, na Eslovênia e na Bélgica.
Eles tradicionalmente falam friulano, uma língua reto-românica que é a segunda maior língua minoritária reconhecida na Itália, apenas atrás do sardo. Geneticamente, friulanos são próximos de populações da Europa em geral, mas ainda mostram maior similaridade genética a outras populações italianas. Friulanos participaram da Primeira Guerra Mundial, notavelmente na Batalha de Vittorio Veneto, onde 7 mil friulanos foram capturados pelo exército italiano. Friulanos também serviram na Segunda Guerra Mundial, mas há poucos registros restantes sobre o assunto.